# チャンソン
ファン・チャンソン（朝: 황찬성、漢: 黃燦成、英: Hwang Chansung、1990年2月11日 - ）は、韓国のアイドルグループ2PMのメンバー。メンバーカラーは、ブラック（ペンライトなどの代替色はバイオレットが使われる）。

## プロフィール
- 身長：184cm、体重：75kg
- ポジション：サブボーカル、リードラッパー
- 趣味：ゲーム、読書、音楽鑑賞
- 特技：テコンドー、剣道、ダンス
- 宗教：仏教徒
- 家族構成：父、母、兄、愛猫のジョンガミ（ロシアンブルー）

## 来歴
2006年、SBSオーディション番組「JYP's Superstar Survival」に参加したが、一度落選。
その後JYPエンターテインメントから、研修生としてやってみないかと声を掛けられ、歌とダンスのレッスンを一から始める。

2PMとしてデビューする前、テレビのシットコム「思いっきりハイキック！」（韓国MBCのドラマ、原題「거침없이 하이킥」）に出演しながら、JYPエンターテインメントの研修生としての活動も並行して行っていた。（2010年12月4日発売、日経エンタテインメント! K-POP★BOYSのインタビューより）

## 人物
- グループのマンネ（末っ子）であるが一番顔が大人びている。感受性が豊かで、Twitterで哲学的なことをつぶやくことも多い。涙もろいところはメンバーも認めている。
- 2PMのセクシー担当。メンバーの中で一番体を鍛えている。獣ドル（チムスンドル）のモムチャン（肉体美）の象徴的存在として扱われることが多い。
- 東野圭吾などの推理小説や心理学の本が好きな読書家である。
- 日本語の勉強も熱心で、雑誌などのインタビューでは8割か9割くらい通常日本語トークができるほど日々上達している。（映画情報フリペーパー「strobo」、「K paradise」編集長の松本きより氏の2011年10月27日のブログより）
- 2009年1月、一浪の末、湖原（ホウォン）大学校 放送芸能学部に合格した。
- 世宗大学校大学院 映画芸術学部 (在学)
- 好きな季節は、秋＞冬→春→夏の順番。
- 2021年12月15日、自身のインスタグラムで交際していた一般女性との結婚、その女性が第一子妊娠中であることを発表した。また、2022年1月にJYPとの契約を終了することも発表した。

### エピソード
- 特技のテコンドーは3段で、剣道は2段を持っている(2010.05.30のドリームチームより)テコンドーを習い始めたのは、小学生の頃、体が少し弱かったので母から鍛えるために勧められたことがきっかけ。最初は練習場に行くとおもちゃを買ってもらうのが嬉しくて通っていたそうで、剣道はパフォーマンス的な部分に魅力を感じて習っていた。（2011年11月発売、TVガイドのインタビューより）
- 好きな食べ物はバナナ。1日に何本ものバナナを食べている。1日に49本のバナナを食べたことがあると本人が告白。メンバーもそれを見ていたと認めている。
- 子供のころ、夢遊病だった。(2PM SHOWより)
- 愛猫のジョンガミ（“愛らしい”という意味、ロシアンブルーのオス）は、2PMメンバー・ジュノの愛猫コメンイ（“チビ”という意味、ロシアンブルーのメス）と姉弟。
- 2011年のHands Up アジアツアーと12月に日本で行われたARENA TOUR 2011 "REPUBLIC OF 2PM"では、ジョンガミの目線からメンバーの日常をコメディタッチで紹介するショートフィルム 「Jeonggam's story」が、チャンソンのソロの後に上映された。ジョンガミの声は2AMのジヌンが担当した。またYouTubeの2PM公式チャンネル「Real 2PM」でもジョンガミがメインの動画があり、2012年の武道館LIVEからはチャンソンがジョンガミをモチーフにデザインしたコンサートグッズを販売するなど、2PMのマスコット的な存在となっている。
- 2AM JAPAN TOUR 2012のライブで上映されたショートフィルムで、進行役を務めたチョ・グォンの愛犬・ヘウンの声を担当した。
- 2013年のARENA TOUR 2013 "LEGEND OF 2PM"では、2月13日の日本武道館公演でソロステージの時に会場が紫のペンライトで埋め尽くされるという、ファンによる誕生日を祝うサプライズ企画が行われた。（韓国ではチャンソンのカラーが黒の代替色で紫が使われていた事から）この事がきっかけで日本の公式のメンバーカラー（ブラック）の代替色もバイオレットに決まり、公式ファンクラブHOTTEST JAPANの公式ペンライト専用カバーも4月の東京ドーム公演からバイオレットが発売された。

## ディスコグラフィ

### ミニ・アルバム
|   | リリース日    | タイトル | 規格品番                                                                                             | 最高位 |
| - | ------------- | -------- | --- | ------ |
| 1 | 2018年5月23日 | Complex  | ESCL-5078 ～ ESCL-5079 (初回生産限定盤A:CD+DVD) ESCL-5080 (初回生産限定盤B:CD) ESCL-5081 (通常盤:CD) | 8位    |

### DVD・Blu-ray
- 2019年2月6日 CHANSUNG (From 2PM) Premium Solo Concert 2018 "Complex"

### 参加アルバム
1. 2AM 1st ミニアルバム 「죽어도 못 보내 (死んでも離さない)」（2010年1月発売）
  - 「그녀에게 - 彼女へ」 (feat. 찬성/チャンソン of 2PM)
2. JOO（ジュウ） ミニアルバム 「HEART MADE」（2011年1月5日発売）
  - 「영화도 안보니 - 映画も見ないの」(feat. 찬성/チャンソン of 2PM)

## 出演
※主演作品の役名は太字

### 映画
- レッドカーペット（韓国、2014年）- テユン 役
- ダイナマイト・ファミリー 「덕수리 오형제 -德修里（ドクスリ）5兄弟- （原題）」（韓国、2014年）- スグン 役 [1][2]
- 忘れ雪（日本、2015年） - テオ 役
- ミッドナイトランナー（韓国、2017年）カメオ出演
- 薔薇とチューリップ（日本、2019年）カメオ出演
- 誰よりもつよく抱きしめて（日本、2025年） - イ・ジェホン 役[3]

### テレビドラマ
- 思いっきりハイキック!（2006年-2007年、MBC） - ファン・チャンソン 役
- ジャングルフィッシュ1（2008年5月5日、KBS2） - パク・ヨンサム 役
- ドリームハイ 12話（2011年1月3日、KBS2） - カメオ出演
- 怪盗ロワイヤル（2011年10月28日-12月23日、TBS） - 肉体派シーフ（怪盗） ジャック 役
- 7級公務員（2013年1月23日-3月28日、MBC） - コン・ドハ 役
- あなたのノワール（2013年10月9日、KBS2） - キム・ヒョンジュ 役
- 僕は彼女に絶対服従～カッとナム・ジョンギ～（2016年、KBS2） - ナム・ボンギ 役
- 浪漫ドクター キム・サブ（2016年-2017年、SBS） - ヨンギュン 役
- 七日の王妃（2017年5月31日、KBS2） - ソノ 役
- あやしいパートナー〜Destiny Lovers〜（2017年、SBS） - チャン・ヒジュン 役
- キム秘書はいったい、なぜ?（2018年、tvN） - コ・グィナム 役
- 真心が届く（2019年、tvN）-カメオ出演
- 愛しのホロ（2020年、Netflix） - ペク・チャンソン 役
- ヴィンチェンツォ（2021年、tvN）- カメオ出演
- だから俺はアンチと結婚した（2021年、NEVER TV）- ジェジュン（JJ）役
- ショーウィンドウ:女王の家（2021年、Channel A） - ハン・ジョンウォン役
- ボラ！デボラ～恋にはいつでも本気～（2023年、ENA） - ノ・ジュワン役[4]
- 我が家~嘘のかけら~ (2024年) - ノ・ヨンミン役

### テレビ番組
- スーパースターサバイバル(SBS、2006年）
- 熱血男児（Mnet、2008年）2PM全員出演
- 2PM Wild bunny(Mnet、2009年）2PM全員出演
- 乗勝長駆 #17（KBS、2010年）2PM全員で出演
- 青春不敗 #43（KBS、2010年）2PM全員で出演
- ハッピートゥゲザー3 （KBS 2TV、2010年11月4日）2PM全員で出演
- Flowers(꽃다발) #22（MBC、2011年1月2日）2PMニックン.ジュノと出演
- 2PM SHOW(KBS、2011年)全12回、2PM全員で出演
- ハッピートゥギャザー3（KBS、2011年8月4日）2PM全員で出演
- ラジオスター（MBC、2013年5月15日）2PM全員で出演
- ランニングマン #150（SBS、2013年6月16日）2PMテギョンと出演
- ホドン&チャンミンの芸・体・能 〜めざせ！ご当地スポーツ王〜 EP14 - EP24 バドミントン編（韓国KBS、2013年7月9日 - 9月17日）
- ランニングマン #162（SBS、2013年9月8日）2PMウヨンと出演
- ホドン&チャンミンの芸・体・能 〜めざせ！ご当地スポーツ王〜 EP39 - EP40 バドミントンリターンズ - オールスタースーパーマッチ（韓国KBS、2014年1月7日 - 1月14日）
- ホドンの芸・体・能 〜めざせ！ご当地スポーツ王〜 EP46 -  テコンドー編（韓国KBS、2014年3月4日 - ）
- ランニングマン #195（SBS、2014年5月11日）2PMテギョン以外のメンバーと出演
- ランニングマン#201（SBS、2014年6月22日）
- 愛するなら(中国海南省の三亜、中国湖北TV 。原題：如果愛、2018年）
- ランニングマン #256 （SBS、2015年7月19日）2PM全員で出演
- 2PM WILD BEAT (K STAR、2017年)全10回　2PM全員で出演
- 我が家が現れた #6（JTBC、2017年3月17日）2PMニックンと出演
- 私は一人で暮らす（MBC、2017年4月28日）2PMジュノ回に出演
- ラジオスター  #539（MBC、2017年8月9日）
- 不埒な同居 （MBC、2018年1月5日、1月12日、1月19）2PMウヨンと出演
- 人生酒場  #84（tvN、2018年8月16日）
- One Night Food Trip 2018  #5〜8（ Olive 、2018年3月28〜4月18日）
- 草をかじる音〜秋編〜（tvN、2018年9月17日〜11月19日）
- 私は一人で暮らす（MBC、2021年1月29日）2PMウヨン回に出演
- 文明特急-MMTG（SBS YouTubeチャンネル、2021年6月10日）2PM全員で出演
- スーパーマンが帰ってきた（KBS、2021年6月27日 ）2PMジュノと出演
- 知ってるお兄さん（JTBC、2021年7月3日）2PM全員で出演
- 助けてホームズ #116（MBC、2021年7月11日）2PMウヨンと出演
- ヒーリングキャンプ2（tvND、2021年8月27日）2PMウヨンと出演
- 会員募集-セリモニークラブ-  #15、16（JTBC、2021年10月16日、10月23日）
- ホン＆キムのコイントス #51、52（KBS、2023年8月31日、2023年9月7日）[5]　2PM全員で出演

### ミュージカル
- ALTAR BOYZ（舞浜アンフィシアター、2017.8.25〜8.27、2017.9.15〜9.16）

- INTERVIEW（大阪サンケイホールブリーゼ、2017.11.8〜12）

- SMOKE（韓国・DCF大明文化工場 2館 ライフウェイホール、2018.4.24〜7.15）

- ALTAR BOYZ（再演、舞浜アンフィシアター、2018.8.24〜8.26

- INTERVIEW（再演、ヒューリックホール東京、2018.10.5〜10.8）

### ミュージックPV
- JOO（ジュウ）「나쁜남자 － 悪い男」（2011年1月）

### 配信ドラマ
- 純喫茶イニョン（2024年3月30日配信予定、フジテレビTWO・ひかりTVチャンネル） - マスター・シウ 役[6]

## イベント

### 7級公務員 スペシャルイベント
- 2014年1月12日：中野サンプラザ

## 受賞歴
- 第2回 コリアジュエリーアワード -Korea Jewelry Awards- ダイヤモンド賞 （2010年、2PMメンバー・ニックンと共に受賞）